# George Stoll
George E. Stoll (Minneapolis, 7 maggio 1905 – Monterey, 18 gennaio 1985) è stato un compositore statunitense di colonne sonore cinematografiche.

## Premi e riconoscimenti
- Premio Oscar 1946 alla migliore colonna sonora per Due marinai e una ragazza (Canta che ti passa)
- Candidato all'Oscar 1940 per Piccoli attori
- Candidato all'Oscar 1941 per Musica indiavolata
- Candidato all'Oscar 1943 per For Me and My Gal
- Candidato all'Oscar 1945 per Incontriamoci a Saint Louis
- Candidato all'Oscar 1956 per Amami o lasciami
- Candidato all'Oscar 1956 per Donne... dadi... denaro!
- Candidato all'Oscar 1963 per La ragazza più bella del mondo

## Filmografia parziale
- Forty Little Mothers, regia di Busby Berkeley (1940)
- Il signore in marsina (I Dood It), regia di Vincente Minnelli (1943)
- Due ragazze e un marinaio (Two Girls and a Sailor), regia di Richard Thorpe - musiche originali (non accreditato) (1944)
- Due marinai e una ragazza (Canta che ti passa) (Anchors Aweigh), regia di George Sidney (1945)
- Vacanze al Messico (Holiday in Mexico), regia di George Sidney - musiche originali (non accreditato) (1946)
- Ti avrò per sempre (This Time for Keeps), regia di Richard Thorpe (1947)
- Fatta per amare (Easy to Love), regia di Charles Walters - direttore musicale (1953)
- Amanti latini (Latin Lovers), regia di Mervyn LeRoy (1953)
- Sesso debole? (The Opposite Sex), regia di David Miller (1956)